# Distrito de Ayna
El distrito de Ayna es uno de los nueve distritos que conforman la provincia de La Mar, ubicada en el departamento de Ayacucho, bajo la administración del Gobierno Regional de Ayacucho, en el Perú.

## Historia
Fue creado mediante Decreto Ley N.º 10175 del 17 de enero de 1945.

## Autoridades

### Municipales
- (2015) - (2018) 
  - Alcalde: Ing Romel Peña Atao
- 2011 - 2014
  - Alcalde: Edwin Huamán Mancilla, del Movimiento Musuq Ñan.
  - Regidores: Juan Orestes Munarriz Aedo (Musuq Ñan), Celia Ruiz Espinoza (Musuq Ñan), Lucio Sánchez Vega (Musuq Ñan), Erdulfo Muñoz Sulca (Musuq Ñan), Jorge Huamán Peceros (Qatun Tarpuy).
- 2007 - 2010
  - Alcalde: Eduardo Claudio Urbano Méndez.

### Religiosas
Católicos

## Festividades
- Junio: Aniversario del distrito.
- Octubre: San Francisco de Asís.